# Giáo hoàng Grêgôriô XVI
Gregôriô XVI (Latinh: Gregorius XVI) là vị giáo hoàng thứ 254 của Giáo hội Công giáo. Theo niên giám tòa thánh năm 1860 thì ông đắc cử Giáo hoàng vào ngày 2 tháng 2 năm 1831 và ở ngôi trong 15 năm 3 tháng 29 ngày. Niên giám tòa thánh năm 2003 xác định ngày đắc cử Giáo hoàng là ngày 2 tháng 2 năm 1831, ngày khai mạc chức vụ mục tử đoàn chiên chúa là ngày 6 tháng 2 và kết thúc triều đại của mình vào ngày 1 tháng 6 năm 1846.
Giáo hoàng Gregorius XVI sinh tại Belluno, Italia ngày 18 tháng 9 năm 1765 với tên thật là Bartolomeo Alberto Capellari (tên Dòng là Mauro). Ông vốn là một tu sĩ dòng Camaldoli. 
Từ năm 1826 cho đến khi làm Giáo hoàng, hồng y Cappellari là người đứng đầu Thánh bộ Truyền giáo.

## Cai quản giáo hội
Là người bảo thủ và chống lại tự do một cách tuyệt đối, ông ngay lập đưa ra những luật lệ hà khắc chống lại những trào lưu tư tưởng mới. Ông ban bố một tông huấn về vấn đề mà trong đó ông cấm tự do báo chí.
Ông khuyến khích ngành nghiên cứu khảo cổ học, ủng hộ việc khai quật công trường Rôma và các hang toại đạo.
Thông điệp Mirarivos (1832) không gọi đích danh, nhưng đã lên án những lý thuyết của Lamennais, nhấn mạnh đến sự nguy hiểm của thuyết trung lập (indifférentisme), loại bỏ sự tự do ý kiến nói chung và sự tự do báo chí nói riêng.
Singulari nos (1834) lên án đích danh tác giả cuốn Les Paroles d’un croyant (Những lời của một kẻ tin), tuy nhiên với một lời kêu gọi vị linh mục phản kháng, nhưng vẫn chưa đáp lại. Giáo hoàng Grêgôriô XVI đã phải gọi Félicité de Lamennais về lại với nề nếp. 
Trong thông điệp này ông đã lên án những học thuyết xã hội và chính trị của Lamennais. Theo quan điểm của đức Giáo hoàng, chủ nghĩa tự do có liên quan với triết thuyết hoài nghi thời Khai sáng.
Ông rút ngắn số tuổi pháp định từ 25 xuống 21. Ông thành lập các viện Bảo Tàng Ai Cập và Etruscan.

## Nước Tòa Thánh
Năm 1830, khi Piô VIII qua đời, các nước Tòa Thánh liền nổi dậy. Tân Giáo hoàng Grêgorio XVI nhờ quân đội Áo đến tái lập trật tự (25-3-1831) nên bị coi là đối thủ của tự do. Nhưng lại mất Bolonia về tay Áo trong 7 năm và quân đội Pháp đến chiếm đóng Ancona. Bấy giờ một cao trào dâng lên chống Áo thực dân, quân của Giáo hoàng phải tốn nhiều công mới dẹp được những vụ bạo động. Ông dựa vào quyền lực của khối Liên Minh Thánh (Áo, Phổ, Nga) để điều hành giáo triều. Với sự giúp đỡ của nước Áo, ông cứng rắn dẹp tan cuộc nổi dậy chào mừng sự đắc cử của ông trong các Quốc gia của Giáo hội.
Từ năm 1821, nhiều cường quốc đã gửi đến Giáo triều những khuyến cáo đời cải tổ nước Tòa thánh, và năm 1831, họ nhắc lại một lần nữa. Nhưng Giáo hoàng cũng như các hồng y Quốc vụ khanh Bernitti và Lambruschini đã không làm được gì cho công cuộc cải tổ, như cho thường dân tham gia vào chính quyền, nhìn nhận quyền hành chính tại các thị xã.
Đã từ lâu ngành hành chính lẫn tư pháp gặp nhiều thiếu sót và đến lúc có thể nói là trầm trọng. Đường xe lửa, dây điện không được phép đặt trên nước Tòa thánh. Công nợ gia tăng mỗi năm một cách đáng lo ngại.
Giáo hội còn có thái độ tiêu cực trước phong trào thống nhất quốc gia Ý mỗi ngày một dâng cao, mà các thủ lĩnh đang tìm hết cách để tạo dựng một thời đại Phục hưng. Đảng "Nước Ý trẻ" được thành lập năm 1831 do luật sư G. Mazzini điều khiển là một Đảng cách mạng đấu tranh đòi lật đổ các "bạo chúa"nhất là quyền tối cao của Giáo hoàng.

## Quan hệ với Nga
Nước Ba Lan lệ thuộc vào Nga hoàng nổi dậy năm 1830 và tuyên bố độc lập. Quân Nga đã đàn áp dân Ba Lan và tái chiếm Varsovie năm 1832.
Nhiều người Ba Lan phải bỏ quê hương sang Tây âu, và họ được đón tiếp cách nổng hậu. Dân Ba Lan xin Giáo hoàng can thiệp. Nhưng Gregorio XVI ccòn đang lo các cuộc nổi dậy ở nước Tòa Thánh. Ông kêu gọi dân Ba Lan chịu khuất phục các hoàng đế.
Trong huấn từ năm 1842, Giáo hoàng Gregorius XVI đã công khai lên án cuộc bách hại đạo Công giáo ở Nga, và tháng 12 năm 1845, khi hoàng đế Nikolai đến viếng thăm Roma và Vatican, giáo hoàng đã có những lời lẽ cứng rắn và nghiêm khắc. Kết quả một thỏa hiệp mới được công bố ở Nga với vài thay đổi.

## Truyền giáo
Là cựu hồng y bộ trưởng của Bộ Truyền giáo, Grêgôriô XVI đã biết tạo nên một sự thúc đẩy mới cho các việc truyền giáo đã bị bỏ quên từ cuối thế kỷ XVIII. Ông khởi xướng phong trào khuếch trương công giáo trong thế giới, đặc trưng nhất trong thế kỷ XIX. 
Hiệp thông với những ưu tư của các thừa sai ở châu Phi, Năm 1839, Gregorio XVI kết án việc buôn nô lệ da đen và bất bình đẳng chủng tộc.
Năm 1845, ông đưa ra những mệnh lệnh rất cụ thể về việc thiết lập Giáo hội địa phương, khuyến kích lập nhiều giáo hội bản xứ và đào tạo hàng giáo chức địa phương: "Phải hủy bỏ tập tục chỉ chấp nhận một hàng giáo sĩ bản xứ phụ thuộc. Những người làm việc cho Tin Mừng, dù thuộc xứ nào, đều bình đẳng. Mong các nhà truyền giáo đừng pha mình vào việc chính trị và phàm trần".
Yêu cầu lập hàng giáo sĩ bản xứ của ông được Công Đồng Vatican I tái khẳng định, thế nhưng lại chưa được tuân thủ. Người Âu Châu vốn tự hào mình trồi vượt về kinh tế lẫn trí thức nên phải sang thế kỷ sau mới có các giám mục địa phương.
Công việc truyền giáo theo Gregorius XVI là: "... Thực vậy, chư huynh phải làm hết sức, đây là một trong những trọng trách quan trọng nhất, để các kitô hữu địa phương được gia nhập hàng giáo sĩ và lãnh chức linh mục (...). Phải khẩn cấp mở ngay những chủng viện để tất cả những thanh niên nào có ơn gọi linh mục, được huấn luyện nghiêm túc trong thời gian cần thiết, học hỏi các Thánh khoa... Có thế người ta hiểu được ước muốn của Tòa Thánh lâu nay là muốn có những linh mục xứng đáng chu toàn được các nhiệm vụ của giáo sĩ (...) và cũng để chuẩn bị cho chức giám mục (...). Ta bác bỏ và chớ gì người ta hủy bỏ thói quen coi giáo sĩ bản xứ vào loại giáo sĩ phụ. Những người thợ làm việc cho Tin Mừng, dù là người Âu Châu hay xứ nào đi nữa, cũng đều bình đẳng (...)Mong sao các nhà truyền giáo chung sống giữa những người có tư tưởng chính trị khác nhau, đừng pha mình vào việc chính trị phàm trần. Mong sao họ đừng gắn bó với bất cứ đảng phái nào và đừng trở thành nhân tố gây chia rẽ trong nước... Mong rằng người ta quan tâm thật sự đến những nỗ lực của các nhà truyền giáo trong việc tìm hiểu hiểu đời sống xã hội của những dân tộc này. Khi rao giảng giáo thuyết của Tin Mừng, các ông đừng phủ nhận giá trị riêng những công trình lao động và nghệ thuật của các dân tộc này." (Collectanea S.C Của Bộ Truyền giáo, Tập I, trang 541-545).
Trong nhiệm kỳ của Giáo hoàng Gregorius XVI, đã có 70 địa phận giám mục, tòa phó linh mục, giáo hội tỉnh được thành lập. Ông cũng chú ý làm cho công tác truyền giáo thoát khỏi sự kiểm soát của các quốc gia. Ông đã can thiệp để việc tổ chức Giáo hội ở Ấn Độ thoát khỏi quyền bảo trợ của Bồ Đào Nha.
Ông cũng chú ý tới việc chấm dứt chế độ Patronato (chủ nô lệ) đã tồn tại ở Mỹ La Tinh từ khi người Tây Ban Nha đô hộ ở đó. Nhiệm kỳ Giáo hoàng của ông bị coi là thoái bộ ở nhiều mặt nhưng việc thúc đẩy công việc truyền giáo đã góp phần vào việc mở rộng đạo Thiên Chúa ra phạm vi toàn thế giới.